# Soigneur
Ein Soigneur (frz., dt.: Betreuer oder Pfleger) ist ein Mitarbeiter eines Radsportteams.
Zu den Aufgaben eines Soigneurs gehört die Betreuung der Radrennfahrer, insbesondere als Masseur, aber auch das Bereitstellen und Reinigen der Ausrüstung sowie das Bereiten der Verpflegung. Oft sind Soigneure auch Vertraute der Athleten.